# Coolio
Artis Leon Ivey, Jr. (1. srpna 1963 Compton, Kalifornie – 28. září 2022 Los Angeles, Kalifornie), známější jako Coolio byl americký rapper a herec.
Proslavil se v roce 1994 svým debutovým singlem „Fantastic Voyage“ a později v roce 1995 se svým, Grammy oceněným, singlem „Gangsta's Paradise“, který se objevil na soundtracku k filmu Nebezpečné myšlenky.
Jako herec se objevil např. ve filmech Batman a Robin (1997), Jak dobýt Hollywood (1997), Leprechaun: In the Hood (2000),Vím, co jsi dělal minulý pátek 13. (2000), Skousni to! (2001), Daredevil (2003) (pouze v režisérské verzi), Dracula 3000 (2004) či v seriálech Sabrina – mladá čarodějnice, Chůva k pohledání, Joey, Čarodějky a Futurama, kde nadaboval postavu Kwanzaabota.
Coolio zemřel 28. září 2022 ve věku 59 let na náhodné předávkování fentanylem, heroinem a metamfetaminem.

## Mládí
Narodil se v Comptonu v Kalifornii matce Jackie Slater a otci Artisovi Leonu Iveymu st. Jeho rodiče se rozvedli. Coolio se dostal do potíží a žil mimo domov, jak trávil čas s členy gangu Crips, ačkoli nikdy formálně uveden ani přijat do gangu nebyl.
Několik měsíců strávil ve vězení za krádeže.
Byl pravidelným hostem na rozhlasové stanici KDAY Los Angeles.

## Rapová kariéra
Svoji kariéru zahájil jako člen rapové skupiny „WC and the Maad Circle“, kterou spolu s Cooliem tvořili WC, Sir Jinx a DJ Crazy Toones. Brzy však opustil skupinu, a v roce 1994 vydal své debutové album It Takes a Thief. Album bylo úspěšné a dosáhlo vrcholu na hudebním žebříčku (# 8 v žebříčku Billboard 200). Album obsahovalo singly „Fantastic Voyage“ a „I Remember“. „Fantastic Voyage“ byl hit, vrcholil u # 2 na Hot Rap Singles.
V roce 1995 vydal své druhé album, Gangsta's Paradise, které je jeho nejúspěšnějším albem. Titulní skladba Gangsta's Paradise se objevila také na soundtracku k filmu Dangerous Minds, (# 1 v Billboard Hot 100). Album obsahuje další hlavní hit, „1, 2, 3, 4 (New Sumpin ')“, který se umístil jako # 5 na Billboard Hot 100.
V roce 1997 vydal své třetí album My Soul. To vyvrcholilo u # 39 na Billboard Hot 200. To obsahovalo hit „C U When U Get There“, který vyvrcholil u # 12 na Billboard Hot 100. Dále vydal další tři alba, El Cool Magnifico (2002), The Return of the Gangsta (2006) a From The Bottom 2 The Top (2009)

## Diskografie

### Studiová alba
| Rok  | Album                                                                                | Nejvyšší umístění v hitparádě | Nejvyšší umístění v hitparádě | Ocenění          |
| Rok  | Album                                                                                | US 200                        | US Hip-Hop                    | Ocenění          |
| ---- | ------------------------------------------------------------------------------------ | ----------------------------- | ----------------------------- | ---------------- |
| 1994 | It Takes a Thief - Vydáno: 19. července 1994 - Vydavatel: Tommy Boy / Warner Bros.   | 8                             | 5                             | US: platinové    |
| 1995 | Gangsta's Paradise - Vydáno: 21. listopad 1995 - Vydavatel: Tommy Boy / Warner Bros. | 6                             | 2                             | US: 2x platinové |
| 1997 | My Soul - Vydáno: 26. srpna 1997 - Vydavatel: Tommy Boy / Warner Bros.               | 39                            | 49                            | US: zlaté        |

### Nezávislá alba
| Rok  | Album                                                                        | Nejvyšší umístění v hitparádě | Nejvyšší umístění v hitparádě | Ocenění |
| Rok  | Album                                                                        | US 200                        | US Hip-Hop                    | Ocenění |
| ---- | ---------------------------------------------------------------------------- | ----------------------------- | ----------------------------- | ------- |
| 2001 | Coolio.com - Vydáno: 18. duben 2001 - Vydavatel: JVC Victor                  | –                             | –                             | US: /   |
| 2002 | El Cool Magnifico - Vydáno: 15. říjen 2002 - Vydavatel: Riviera Rec.         | –                             | –                             | US: /   |
| 2006 | The Return of the Gangsta - Vydáno: 16. říjen 2006 - Vydavatel: Hardwax Rec. | –                             | –                             | US: /   |
| 2008 | Steal Hear - Vydáno: 28. říjen 2008 - Vydavatel: Super Cool Ent.             | –                             | –                             | US: /   |
| 2009 | From the Bottom 2 the Top - Vydáno: 2. července 2009 - Vydavatel: BIP Rec.   | –                             | –                             | US: /   |

### Kompilace
- 2001 – Fantastic Voyage: The Greatest Hits

### Úspěšné singly
- 1994 – Fantastic Voyage
- 1995 – Gangsta's Paradise (ft. L.V.)
- 1995 – Too Hot
- 1996 – 1,2,3,4 (Sumpin' New)
- 1996 – It's All the Way Live (Now)
- 1997 – C U When U Get There (ft. 40 Thevz)

## Filmografie
- Batman & Robin (1997)
- The Nanny (1998)
- On the Line (1998)
- Tyrone AKA The Bad Trip (1999)
- Early Edition (1999)
- Submerged (2000)
- Shriek If You Know What I Did Last Friday the Thirteenth (2000)
- China Strike Force
- Dope Case Pending (2000)
- Get Over It (2001)
- In Pursuit (2001)
- Stealing Candy (2002)
- Move (2002)
- Daredevil (2003)
- Leprechaun: In the Hood (2003)
- Tapped Out (2003)
- Pterodactyl (2003)
- Red Water (2003)
- Gang Warz (2006)
- Grad Night (2006)
- Chinaman's Chance (2008)
- Futurama (2008)
- Man in the Box (2009)